# Cerro Dagmar Aaen
El cerro Dagmar Aaen es una montaña en Chile que se encuentra ubicada en el parque nacional Bernardo O'Higgins en la comuna de Natales, provincia de Última Esperanza en la región de Magallanes y Antártica Chilena.
Se encuentra en el campo de hielo patagónico sur al norte del cerro Inmaculado, al oeste del glaciar Spegazzini Sur y al sur del cerro Pío.
Fue nombrada el 2016 luego que Pablo Besser lo escalara en una excursión de Ocean Change y solicitó oficialmente el nombramiento.